# توماس إل. سبراغ
توماس إل. سبراغ (بالإنجليزية: Thomas L. Sprague)‏ هو ضابط أمريكي، ولد في 2 أكتوبر 1894 في ليما في الولايات المتحدة، وتوفي في 17 سبتمبر 1972 في تشولا فيستا في الولايات المتحدة.